# 太姒
太姒（たいじ、生没年不詳）は、周の文王の妃。姓は姒。
有莘姒氏の娘として生まれた。文王は渭水に舟を並べて橋を作り、太姒を迎えた。太姒は太姜や太任を慕って、朝に夕に勤労し、婦道を推し進めた。太姒は号を文母といった。太姒は文王とのあいだに10人の男子を産んだ。伯邑考・武王・管叔鮮・周公旦・蔡叔度・曹叔振鐸・成叔武・霍叔処・康叔封・冉季載の10人である。
太姒が10人の子を教育すると、子どもたちが成長しても悪癖を見ることがなかった。『詩経』に「大邦有子、俔天之妹、文定厥祥、親迎于渭、造舟為梁、不顕其光」（大国に優れた娘があり、天の妹にもたとえられる。文王は礼をもってその吉祥を定め、自ら渭水に迎えに行き、舟を並べて橋を作った。その栄光の輝かしいことよ）と謡われ、また「太姒嗣徽音、則百斯男」（太姒は太任の名声を継いで、たくさんの男子を生んだ）と讃えられた。
690年（天授元年）、武則天により太姒は文定皇后と追号された。